# Wonder Girl
Ne doit pas être confondu avec Wonder Girls.
Wonder Girl est le nom porté par trois super-héroïnes de l'univers DC Comics. Il s'agit dans tous les cas d'une version adolescente de Wonder Woman, et ayant un lien avec celle-ci, qui n'a été précisé clairement que très tard dans la série. Elle a été créée par Robert Kanigher en 1958 dans Wonder Woman #105 vol 1.
Cependant, il s'agit d'un personnage très distinct du personnage adulte, ne serait-ce que par le look, qui diffère malgré quelques similitudes. Toutes les Wonder Girl qui se sont suivies ont été membres des Teen Titans. En novembre 2007 Wonder Girl connait sa propre série par J. Torres, Sanford Greene & Nathan Massengill.

## Donna Troy
Donna Troy est un personnage créé par Bob Haney, Bruno Premiani dans Brave and the Bold #60 en juillet 1965.
La première Wonder Girl fut Donna Troy, présente parmi les Titans dès leur première apparition. Comme Wonder Woman, elle possédait une super-force, une super-vitesse et des capacités surhumaines au combat. Elle pouvait aussi déchiffrer à la perfection la voix de tous ceux qu'elle connaissait et déchiffrer la vérité. La série est marquée par son mariage qui, cas rare dans le comics, n'entraîna aucun combat.
Son origine a été modifiée entre-temps, durant la série The New Titans.
Elle finit par abandonner l'identité de Wonder Girl pour devenir Darkstar, puis Troia.

## Cassandra «Cassie» Sandsmark
Cassandra Sandsmark est un personnage créé par John Byrne en 1996 dans Wonder Woman #105 vol 2.
Cassandra Sandsmark est la Wonder Girl actuelle. Il s'agit de la fille du docteur Helena Sandmark, une archéologue qui travaillait avec Wonder Woman, et du dieu grec Zeus. Ses pouvoirs sont le vol, la supervitesse ainsi qu'une force, une agilité et une durabilité surhumaines. Elle possède naturellement un lasso d'or. Comme les autres Wonder Girl, elle fait partie des Teen Titans actuels, mais a aussi été dans l'équipe Young Justice. Elle a d'ailleurs été la petite amie de Superboy (Kon-El), et a par conséquent été très affectée par sa mort.

## Yara Flor
En mai 2021, lors de l'événement Infinite Frontier, Joëlle Jones introduit le personnage de Yara Flor. Née au Brésil dans la Forêt amazonienne d'une mère Amazone en exil et d'une déité locale, elle devient orpheline lorsqu'un agent du Panthéon grec rase sa tribu. Yara Flor est emmenée aux États-Unis et reviendra au Brésil à l'âge de 21 ans. Elle est accompagnée d'une Curupira et sa première aventure l'amène à confronter Héra, Éros et Zeus notamment. La série est annulée après le numéro 7.

## Apparition dans d'autres médias

### SérieWonder Woman
Une version de Wonder Girl apparaît dans la série télévisée Wonder Woman. Dans la série, il s'agit de Drusilla, qui est une messagère des Amazones dans les comics, mais dont l'histoire est complètement réinventé dans la série. Elle est la sœur cadette de Diana. Elle est un personnage récurrent de la première saison de la série.

### Série animéeTeen Titans
À l'origine, les scénaristes de la série animée Teen Titans : Les Jeunes Titans désiraient faire de Wonder Girl un personnage de l'équipe principale, et donc une héroïne de la série. Cependant, ils n'ont pu le faire à cause de problèmes de copyright. Malgré cela, durant un bref passage de l'épisode Appel à tous les Titans, on peut voir, sur l'écran d'un ordinateur, parmi les autres Titans, une jeune fille non-nommée avec des cheveux noirs qui ressemble à Donna Troy.

### SérieTitans
Donna Troy apparaît à partir de l'épisode 8 de la première saison de la série Titans, interprétée par Conor Leslie. Elle y est montrée comme l'ancienne protégée de Wonder Woman et une amie d'enfance de Dick Grayson, mais une fois adulte, a quitté la vie super-héroïque pour devenir photographe.

### Série animéeLa Ligue des justiciers: Nouvelle Génération
Dans cette série d'animation, Wonder Girl (Cassie Sandsmark) apparaît dans la saison 2 comme nouveau membre de l'équipe de jeunes super-héros. Dans cette série, elle a une relation avec Tim Drake, le troisième Robin. Donna Troy apparaît également en tant que Troia.

### Film d'animationTeen Titans: The Judas Contract
Wonder Girl apparaît à la fin de ce film d'animation (sous les traits de Donna Troy) comme nouvelle recrue des Teen Titans. Elle fait également un caméo dans le film Justice League Dark: Apokolips War, situé dans la même continuité.

### Autres apparitions
- La Ligue des justiciers : Nouvelle Frontière (caméo)
- Teen Titans Go! Le film (caméo)
- Teen Titans Go!
- Une jeune fille ayant une apparence identique à Cassie Sandsmark fait un caméo dans une scène du film d'animation La Ligue des justiciers : Le Trône de l'Atlantide.